# کاکوتلین
کاکوتلین (به انگلیسی: Cacotheline) با فرمول شیمیایی C21H21N3O7 یک ترکیب شیمیایی با شناسه پاب‌کم 3032553 است. که جرم مولی آن ۴۲۷٫۴۱ گرم بر مول می‌باشد. شکل ظاهری این ترکیب، بلورهای زرد است.